# Catalina María de la Presentación
Catalina María de la Presentación (Madrid, ca. 1642 - 31 de desembre de 1700) va ser una religiosa mercedària descalça castellana, que va ser una de les elegides per fundar el convent de mercedàries de San Fernando de Madrid.
Natural de la vila de Madrid, des de la infància va ser criada i educada per la seva tia, sor Isabel de la Santísima Trinidad, beata de San Francisco, que la va conduir a la vida religiosa. Quan tenia 15 o 16 anys, va prendre l'hàbit de l'orde de la Mercè calçada del convent de Juan de Alarcón, el maig de 1657. Va ser novícia durant dos anys, i durant tota l'estada en el convent va destacar per la seva conducta exemplar, la seva dedicació a l'oració i als exercicis pietosos, així com a les tasques que li assignaven. Per aquesta raó va ser elevada a Prelada per les seves virtuts, càrrec que va exercir tres anys. Més endavant també va ser vicària de la comunitat, durant dotze anys, i mestra de novícies. Arran de les seves mostres de penitència, pietats i virtuts, el 1676, va ser elegida per ser fundadora del convent de San Fernando, on va viure durant 24 anys, fins que va morir, després d'una llarga malaltia, el 31 de desembre de 1700.